# Sveti Stefan
Sveti Stefan (en serbe cyrillique : Свети Стефан, en français : Saint Étienne) est un village insulaire du sud du Monténégro, dans la municipalité de Budva. Sveti Stefan se compose d’une petite île aujourd’hui reliée au continent par un étroit tombolo et à la partie continentale, où vivent la plupart des résidents.

## Histoire
Il s'agit d'un ancien village de pêcheurs. La plus ancienne mention de Sveti Stefan est celle de la capitale de la communauté de Paštrovići, qui est devenue un protectorat de la république de Venise en 1423, après être indépendante depuis le XIIe siècle. Les Paštrovići ont accepté la souveraineté vénitienne parce qu’ils craignaient une attaque des Turcs. Ils conservèrent une autonomie considérable et ne payèrent aucun tribut à Venise, en échange de l’arrêt de la piraterie contre les navires vénitiens.
Le village a été fortifié au XVe siècle par Venise pour se défendre contre les Ottomans, et devint par la suite un repaire de pirates. Initialement, l’île avec sa forteresse comptait douze familles. Dans les années 1800, un village d’environ 400 habitants a été établi sur l’île. La villa Miločer a été construite entre 1934 et 1936 comme résidence d’été de la reine Marija Karađorđević (1900-1961) de la famille Karađorđević de Serbie'.  
La population de l’île a diminué dans la première moitié du XXe siècle, car les résidents sont partis pour rejoindre les forces armées ou pour déménager à l’étranger. De 400 habitants au XIXe siècle, il n’en restait plus que 20 en 1954. Le gouvernement yougoslave l’a transformé en hôtel de luxe et a déplacé les habitants restants sur le continent, et le village insulaire est devenu une station balnéaire exclusive fréquentée par des élites du monde entier. 
L’une des quatre églises du monastère de Praskvica sur Sveti Stefan a été transformée en casino par le gouvernement. La station a été visitée par de nombreuses célébrités, dont Orson Welles, Elizabeth Taylor, Sophia Loren, Marilyn Monroe, la princesse Margaret, Carlo Ponti, Ingemar Stenmark et Kirk Douglas. Elle a été décrite comme « un terrain de jeu de l’Adriatique des années 1970 sur une péninsule vallonnée à peine reliée au continent ». C’était aussi un lieu pour des conférences politiques.
Vladimir Mitrović était le directeur du palace avant l'achat de la concession du site par la société grecque Restis. 
En 1992, en plein embargo à cause des guerres en Croatie et Bosnie, le village a attiré l'attention internationale en devenant le lieu où se sont déroulées les premières parties du match-revanche d'échecs (non reconnu par la Fédération internationale des échecs) entre les anciens champions du monde Bobby Fischer et Boris Spassky,.
Le gouvernement du Monténégro a proposé de recréer le charme ancien de l’île, en lançant un appel d’offres international pour un projet de revitalisation. Le contrat a été attribué à Aman Resorts en 2007 et le complexe rénové a été achevé en 2009,.

## Démographie

### Évolution historique de la population
| 1948 | 1953 | 1961 | 1971 | 1981 | 1991 | 2003 |
| ---- | ---- | ---- | ---- | ---- | ---- | ---- |
| 42   | 60   | 0    | 0    | 0    | 421  | 411  |